# لا لیگا ۳۳–۱۹۳۲
لا لیگا ۳۳–۱۹۳۲ از ۲۷ نوامبر ۱۹۳۲ آغاز شد و در ۲۸ مارس ۱۹۳۳ به پایان رسید. در پایان این فصل رئال مادرید از عنوان قهرمانی خود دفاع کرد.
رئال بتیس به عنوان نخستین تیم از اندلس در رقابت‌های این فصل از لا لیگا شرکت کرد.

## تیم‌ها
| باشگاه                        | شهر        | ورزشگاه       | ظرفیت  |
| ----------------------------- | ---------- | ------------- | ------ |
| باشگاه فوتبال دپورتیوو آلاوس  | بیتوریا    | مندیزوروتسا   | ۷٫۲۱۶  |
| باشگاه آرناس گچو              | گتسو       | ایبایوندو     | ۱۵٫۵۴۰ |
| باشگاه فوتبال اتلتیک بیلبائو  | بیلبائو    | سن مامس       | ۱۷٫۶۲۸ |
| باشگاه فوتبال بارسلونا        | بارسلون    | لس کورتس      | ۲۵٫۰۰۰ |
| باشگاه فوتبال اسپانیول        | بارسلون    | سریا          | ۱۶٫۰۵۵ |
| باشگاه فوتبال راسینگ سانتاندر | سانتاندر   | ال ساردینرو   | ۱۱٫۳۰۰ |
| باشگاه فوتبال رئال مادرید     | مادرید     | چامارتین      | ۱۷٫۸۶۲ |
| باشگاه فوتبال رئال سوسیداد    | سن سباستین | آتوچا         | ۹٫۲۱۵  |
| باشگاه فوتبال رئال بتیس       | سویل       | بنیتو ویاماری | ۱۰٫۰۰۰ |
| باشگاه فوتبال والنسیا         | والنسیا    | مستایا        | ۱۸٫۹۸۰ |

## جدول لیگ و نتایج

### جدول لیگ
| رتبه | تیم             | بازی | برد | مساوی | باخت | گل زده | گل خورده | گل تفاضل | امتیاز | سقوط                    |
| ---- | --------------- | ---- | --- | ----- | ---- | ------ | -------- | -------- | ------ | ----------------------- |
| ۱    | رئال مادرید (C) | ۱۸   | ۱۳  | ۲     | ۳    | ۴۹     | ۱۷       | ۳۲+      | ۲۸     |                         |
| ۲    | اتلتیک بیلبائو  | ۱۸   | ۱۳  | ۰     | ۵    | ۶۳     | ۳۰       | ۳۳+      | ۲۶     |                         |
| ۳    | اسپانیول        | ۱۸   | ۱۰  | ۲     | ۶    | ۳۳     | ۳۰       | ۳+       | ۲۲     |                         |
| ۴    | بارسلونا        | ۱۸   | ۷   | ۵     | ۶    | ۴۲     | ۳۴       | ۸+       | ۱۹     |                         |
| ۵    | رئال بتیس       | ۱۸   | ۶   | ۵     | ۷    | ۳۱     | ۴۵       | ۱۴−      | ۱۷     |                         |
| ۶    | رئال سوسیداد    | ۱۸   | ۶   | ۳     | ۹    | ۴۱     | ۴۷       | ۶−       | ۱۵     |                         |
| ۷    | آرناس           | ۱۸   | ۵   | ۴     | ۹    | ۳۹     | ۴۴       | ۵−       | ۱۴     |                         |
| ۸    | راسینگ سانتاندر | ۱۸   | ۶   | ۲     | ۱۰   | ۴۷     | ۵۸       | ۱۱−      | ۱۴     |                         |
| ۹    | والنسیا         | ۱۸   | ۴   | ۵     | ۹    | ۳۴     | ۵۳       | ۱۹−      | ۱۳     |                         |
| ۱۰   | آلاوس (R)       | ۱۸   | ۵   | ۲     | ۱۱   | ۲۱     | ۴۲       | ۲۱−      | ۱۲     | سقوط به سگوندا دیویسیون |

1. ↑  آرناس با توجه به تفاضل گل بهتر، بالاتر از راسینگ سانتاندر قرار گرفت.

### جایگاه در جدول براساس هفته
| هفته تیم        | ۱  | ۲  | ۳  | ۴  | ۵  | ۶  | ۷  | ۸  | ۹  | ۱۰ | ۱۱ | ۱۲ | ۱۳ | ۱۴ | ۱۵ | ۱۶ | ۱۷ | ۱۸ | منبع  |
| هفته تیم        |    |    |    |    |    |    |    |    |    |    |    |    |    |    |    |    |    |    | منبع  |
| --------------- | -- | -- | -- | -- | -- | -- | -- | -- | -- | -- | -- | -- | -- | -- | -- | -- | -- | -- | ----- |
| رئال مادرید     | ۸  | ۵  | ۳  | ۳  | ۲  | ۳  | ۲  | ۲  | ۲  | ۱  | ۱  | ۱  | ۱  | ۱  | ۱  | ۱  | ۱  | ۱  | [ ۱ ] |
| اتلتیک بیلبائو  | ۱  | ۱  | ۱  | ۲  | ۳  | ۲  | ۳  | ۳  | ۳  | ۳  | ۳  | ۳  | ۲  | ۲  | ۲  | ۲  | ۲  | ۲  | [ ۱ ] |
| اسپانیول        | ۴  | ۲  | ۲  | ۱  | ۱  | ۱  | ۱  | ۱  | ۱  | ۲  | ۲  | ۲  | ۳  | ۴  | ۳  | ۳  | ۳  | ۳  | [ ۱ ] |
| بارسلونا        | ۶  | ۳  | ۴  | ۴  | ۴  | ۴  | ۴  | ۴  | ۴  | ۴  | ۴  | ۴  | ۴  | ۳  | ۴  | ۴  | ۴  | ۴  | [ ۱ ] |
| رئال بتیس       | ۱۰ | ۷  | ۵  | ۵  | ۵  | ۵  | ۵  | ۵  | ۵  | ۵  | ۶  | ۷  | ۷  | ۹  | ۵  | ۷  | ۵  | ۵  | [ ۱ ] |
| رئال سوسیداد    | ۵  | ۸  | ۸  | ۷  | ۶  | ۹  | ۷  | ۸  | ۶  | ۷  | ۸  | ۸  | ۹  | ۸  | ۶  | ۶  | ۶  | ۶  | [ ۱ ] |
| آرناس           | ۷  | ۹  | ۹  | ۱۰ | ۹  | ۶  | ۶  | ۷  | ۹  | ۹  | ۹  | ۹  | ۶  | ۷  | ۹  | ۹  | ۹  | ۷  | [ ۱ ] |
| راسینگ سانتاندر | ۹  | ۱۰ | ۱۰ | ۹  | ۱۰ | ۸  | ۹  | ۶  | ۸  | ۶  | ۷  | ۵  | ۸  | ۶  | ۸  | ۵  | ۷  | ۸  | [ ۱ ] |
| والنسیا         | ۳  | ۶  | ۶  | ۶  | ۷  | ۷  | ۸  | ۱۰ | ۷  | ۸  | ۵  | ۶  | ۵  | ۵  | ۷  | ۸  | ۸  | ۹  | [ ۱ ] |
| آلاوس           | ۲  | ۴  | ۷  | ۸  | ۸  | ۱۰ | ۱۰ | ۹  | ۱۰ | ۱۰ | ۱۰ | ۱۰ | ۱۰ | ۱۰ | ۱۰ | ۱۰ | ۱۰ | ۱۰ | [ ۱ ] |

### نتایج
| میزبان / مهمان  | آلاوس | آرناس | اتلتیک بیلبائو | بارسلونا | رئال بتیس | رئال سوسیداد | اسپانیول | رئال مادرید | راسینگ سانتاندر | والنسیا | منبع         |
| --------------- | ----- | ----- | -------------- | -------- | --------- | ------------ | -------- | ----------- | --------------- | ------- | ------------ |
| آلاوس           | —     | ۱–۱   | ۰–۲            | ۲–۱      | ۲–۰       | ۱–۰          | ۱–۰      | ۰–۱         | ۸–۲             | ۱–۱     | BDFútbol.com |
| آرناس           | ۳–۰   | —     | ۴–۲            | ۵–۱      | ۳–۳       | ۶–۰          | ۰–۲      | ۱–۵         | ۲–۱             | ۲–۲     | BDFútbol.com |
| اتلتیک بیلبائو  | ۴–۰   | ۳–۱   | —              | ۱–۳      | ۹–۱       | ۱–۲          | ۰–۲      | ۰–۲         | ۹–۵             | ۸–۲     | BDFútbol.com |
| بارسلونا        | ۲–۰   | ۵–۲   | ۲–۳            | —        | ۴–۱       | ۳–۲          | ۱–۱      | ۱–۱         | ۴–۰             | ۴–۲     | BDFútbol.com |
| رئال بتیس       | ۳–۱   | ۱–۱   | ۱–۵            | ۲–۱      | —         | ۴–۲          | ۱–۲      | ۰–۰         | ۳–۲             | ۳–۲     | BDFútbol.com |
| رئال سوسیداد    | ۳–۱   | ۲–۱   | ۲–۴            | ۲–۲      | ۲–۲       | —            | ۶–۱      | ۱–۲         | ۸–۰             | ۴–۱     | BDFútbol.com |
| اسپانیول        | ۳–۱   | ۳–۲   | ۲–۵            | ۲–۱      | ۱–۲       | ۳–۰          | —        | ۲–۱         | ۲–۱             | ۵–۲     | BDFútbol.com |
| رئال مادرید     | ۲–۰   | ۸–۲   | ۰–۱            | ۲–۱      | ۴–۱       | ۶–۲          | ۲–۰      | —           | ۴–۱             | ۶–۰     | BDFútbol.com |
| راسینگ سانتاندر | ۹–۰   | ۲–۱   | ۰–۱            | ۴–۴      | ۲–۲       | ۷–۱          | ۳–۱      | ۴–۲         | —               | ۲–۰     | BDFútbol.com |
| والنسیا         | ۵–۲   | ۳–۲   | ۱–۵            | ۲–۲      | ۲–۱       | ۲–۲          | ۱–۱      | ۰–۱         | ۶–۲             | —       | BDFútbol.com |

## جایزه پیچیچیو گلزنان برتر لا لیگا
یادداشت: در این فصل تفاوتی میان فهرست گلزنان برتر لا لیگا و جایزه پیچیچی وجود نداشت.
| رتبه | بازیکن              | تیم            | گل | منبع  |
| ---- | ------------------- | -------------- | -- | ----- |
| ۱    | مانوئل اولیوارس     | رئال مادرید    | ۱۶ | [ ۲ ] |
| ۲    | باتا                | اتلتیک بیلبائو | ۱۵ | [ ۲ ] |
| ۳    | خوسه ایراراگوری     | اتلتیک بیلبائو | ۱۴ | [ ۲ ] |
| ۳    | گی‌یرمو گوروستیزا    | اتلتیک بیلبائو | ۱۴ | [ ۲ ] |
| ۵    | فرانسیسکو ایریوندو  | آرناس          | ۱۳ | [ ۲ ] |
| ۵    | لوییس رگویرو        | رئال مادرید    | ۱۳ | [ ۲ ] |
| ۷    | خوان رامون          | بارسلونا       | ۱۲ | [ ۲ ] |
| ۷    | سانتیاگو اورتیزبریا | رئال سوسیداد   | ۱۲ | [ ۲ ] |
| ۹    | ویکتوریو اونامونو   | اتلتیک بیلبائو | ۱۱ | [ ۲ ] |
| ۹    | آنخل آروچا          | بارسلونا       | ۱۱ | [ ۲ ] |